# CANZUK
 (août 2021).
Si vous disposez d'ouvrages ou d'articles de référence ou si vous connaissez des sites web de qualité traitant du thème abordé ici, merci de compléter l'article en donnant les références utiles à sa vérifiabilité et en les liant à la section « Notes et références ».
 (décembre 2021).

Carte de la zone CANZUK (en bleu).

CANZUK (acronyme de Canada Australia New Zealand United Kingdom) est une proposition d'union économique ou de confédération qui regrouperait le Canada, l'Australie, la Nouvelle-Zélande et le Royaume-Uni.
L'idée d'une union des pays anglo-saxons a émergé dans les milieux conservateurs britanniques à la suite du référendum de 2016 sur la sortie de l'Union européenne et du Brexit. L'organisation, semblable dans sa philosophie à l'ancienne Communauté économique européenne (CEE), permettrait de resserrer les liens entre les quatre États en matière de commerce, de mobilité, de politique étrangère et de coopération militaire.

## Histoire
Unis sous le drapeau de l'Empire britannique, il y a eu des propositions d'union entre ces États comme la Fédération impériale, notamment en 1897 quand Albert Venn Dicey propose une citoyenneté entre sujets de l'Empire.
Le CANZUK devient populaire après le Brexit en 2016 où les Britanniques ont voulu chercher d'autres opportunités commerciales en dehors de l'Union européenne. Depuis, il a gagné en popularité dans la classe politique des pays concernés.
Des accords existent déjà entre ces États, notamment entre l'Australie et la Nouvelle-Zélande ou l'Australie et le Royaume-Uni.

## Similitudes entre les États
Les quatre nations sont premièrement des membres du Commonwealth et ont pour souverain le roi Charles III. Elles ont une importante histoire commune car ce sont des anciennes colonies de l'Empire britannique. Elles ont des populations diverses et multiculturelles, l'anglais comme langue majoritaire et un système politique libéral, démocratique et d'héritage britannique. Les relations entre elles sont tellement bonnes que les populations au Canada, en Australie, en Nouvelle-Zélande et au Royaume-Uni se considèrent comme les amis et alliés les plus proches de leur pays dans le monde, malgré l'éloignement géographique.

## Soutiens
Au sein de la classe politique canadienne, le chef du Parti conservateur, Erin O'Toole, a montré a plusieurs reprises son intérêt pour le projet lors la campagne électorale de 2021. Avant même, en 2018, le CANZUK est intégré au programme officiel du parti.
Dans les trois autres pays, d'importants politiciens y ont donné leur appui publiquement, dont plusieurs députés du Parlement britannique de tous les partis, le Parti national de Nouvelle-Zélande et le sénateur James Paterson en Australie.
De plus, au sein de la population, le CANZUK est généralement très bien accueilli, notamment à 82 % en Nouvelle-Zélande, 76 % au Canada, 73 % en Australie et 68 % au Royaume-Uni. Même dans la province de Québec, qui est plus d'héritage français que britannique, le soutien serait de 68 %.

## Sources
- Le Monde avec AFP, « Le Royaume-Uni et l’Australie ratifient un accord de libre-échange post-Brexit », Le Monde,‎ 17 décembre 2021 (lire en ligne, consulté le 30 décembre 2023)
- « nouvelle.news/2020/06/a-canzuk… »(Archive.org • Wikiwix • Archive.is • Google • Que faire ?)
- (en) « Latest Poll Shows Significant Public Support For CANZUK Free Movement », sur CANZUK International, 16 avril 2018 (consulté le 30 décembre 2023)